# 弗雷澤嶺
79°9′S 86°25′W / 79.150°S 86.417°W
弗雷澤嶺（
英語：）是南極洲的山嶺，位於埃爾斯沃思地，處於韋伯斯特冰川西岸，屬於赫里蒂奇嶺的一部分，由明尼蘇達大學地質學會繪入地圖，現時由南極條約體系管理。